# Maizières (Meurthe i Mosel·la)
Maizières és un municipi francès situat al departament de Meurthe i Mosel·la i a la regió del Gran Est. L'any 2007 tenia 867 habitants.

## Demografia

### Població
El 2007 la població de fet de Maizières era de 867 persones. Hi havia 322 famílies, de les quals 48 eren unipersonals (20 homes vivint sols i 28 dones vivint soles), 115 parelles sense fills, 139 parelles amb fills i 20 famílies monoparentals amb fills.
La població ha evolucionat segons el següent gràfic:
Habitants censats

### Habitatges
El 2007 hi havia 332 habitatges, 321 eren l'habitatge principal de la família, 3 eren segones residències i 8 estaven desocupats. 313 eren cases i 18 eren apartaments. Dels 321 habitatges principals, 279 estaven ocupats pels seus propietaris, 36 estaven llogats i ocupats pels llogaters i 6 estaven cedits a títol gratuït; 1 tenia una cambra, 5 en tenien dues, 26 en tenien tres, 89 en tenien quatre i 200 en tenien cinc o més. 184 habitatges disposaven pel capbaix d'una plaça de pàrquing. A 122 habitatges hi havia un automòbil i a 188 n'hi havia dos o més.

### Piràmide de població
La piràmide de població per edats i sexe el 2009 era:
| Homes | Edats   | Dones |
| ----- | ------- | ----- |
| 0     | 95 o +  | 0     |
| 0     | 90 a 94 | 0     |
| 0     | 85 a 89 | 0     |
| 0     | 80 a 84 | 0     |
| 24    | 75 a 79 | 12    |
| 4     | 70 a 74 | 16    |
| 8     | 65 a 69 | 20    |
| 12    | 60 a 64 | 4     |
| 20    | 55 a 59 | 20    |
| 36    | 50 a 54 | 28    |
| 40    | 45 a 49 | 48    |
| 28    | 40 a 44 | 44    |
| 36    | 35 a 39 | 32    |
| 40    | 30 a 34 | 16    |
| 16    | 25 a 29 | 24    |
| 36    | 20 a 24 | 24    |
| 48    | 15 a 19 | 28    |
| 24    | 10 a 14 | 40    |
| 20    | 5 a 9   | 12    |
| 16    | 0 a 4   | 32    |

## Economia
El 2007 la població en edat de treballar era de 582 persones, 428 eren actives i 154 eren inactives. De les 428 persones actives 405 estaven ocupades (218 homes i 187 dones) i 23 estaven aturades (12 homes i 11 dones). De les 154 persones inactives 59 estaven jubilades, 51 estaven estudiant i 44 estaven classificades com a «altres inactius».

### Ingressos
El 2009 a Maizières hi havia 334 unitats fiscals que integraven 927,5 persones, la mediana anual d'ingressos fiscals per persona era de 20.310 €.

### Activitats econòmiques
Dels 20 establiments que hi havia el 2007, 1 era d'una empresa extractiva, 1 d'una empresa de fabricació de material elèctric, 1 d'una empresa de fabricació d'altres productes industrials, 6 d'empreses de construcció, 5 d'empreses de comerç i reparació d'automòbils, 1 d'una empresa de transport, 1 d'una empresa financera, 1 d'una empresa de serveis i 3 d'empreses classificades com a «altres activitats de serveis».
Dels 8 establiments de servei als particulars que hi havia el 2009, 1 era un paleta, 1 guixaire pintor, 3 lampisteries, 2 electricistes i 1 perruqueria.
L'any 2000 a Maizières hi havia 7 explotacions agrícoles.

## Equipaments sanitaris i escolars
El 2009 hi havia una escola elemental.

## Poblacions més properes
El següent diagrama mostra les poblacions més properes.